# Black & Blue (Miike Snow)
Black & Blue è il secondo singolo estratto dall'album Miike Snow, che prende nome dall'omonimo gruppo svedese Miike Snow. Il singolo è stato pubblicato il 26 ottobre 2009 ed ha raggiunto la posizione numero 64 nella Official Singles Chart.

## Video
Nel video appare l'attore scozzese Jeffrey Stewart, noto per aver interpretato "Reg Hollis" in "The Bill".

## Tracce
In Vinile
1. Black & Blue (Album Version) 03:41
2. Black & Blue (Tiga Remix) 06:23
3. Black & Blue (Savage Skulls Remix) 07:23
4. Black & Blue (Andy George & Jaymo Remix) 05:18
5. Black & Blue (Netsky Remix) 05:20
6. Black & Blue (Caspa Remix) 05:37

## Classifiche
| Classifica (2009) | Posizione massima |
| ----------------- | ----------------- |
| Regno Unito       | 64                |